# Adeney
Adeney – osada w Anglii, w hrabstwie Shropshire. Leży 23 km na wschód od miasta Shrewsbury i 211 km na północny zachód od Londynu.